# Megophrys sangzhiensis
Espèce
Synonymes
- Xenophrys sangzhiensis (Jiang, Ye & Fei, 2008)

Megophrys sangzhiensis est une espèce d'amphibiens de la famille des Megophryidae.

## Répartition
Cette espèce est endémique de la province du Hunan en République populaire de Chine. Elle se rencontre dans le xian de Sangzhi.

## Description
L'holotype de Megophrys sangzhiensis, un mâle adulte, mesure 54,7 mm.

## Taxinomie
Le spécimen qui a permis la description de cette espèce a été classé initialement sous l'espèce Megophrys caudoprocta. Il s'en différencie notamment par une taille plus petite, la présence d'un plus petit tubercule sur le bord externe de la paupière supérieure, un ventre et une poitrine jaunâtres avec des taches brun foncé ou rouge orangé...

## Étymologie
Son nom d'espèce, composé de sangzhi et du suffixe latin -ensis, « qui vit dans, qui habite », lui a été donné en référence au lieu de sa découverte, le xian de Sangzhi.

## Publication originale
- Jiang, Ye & Fei, 2008 : A New Horn Toad Megophrys sangzhiensis from Hunan, China （Amphibia，Anura）. Zoological Research, vol. 29, p. 219-222 (texte intégral).